# نوستك
بَزْقَة القمر أو النوستك (الاسم العلمي: Nostoc) هو جنس من البكتيريا الزرقاء يتبع الفصيلة النوستكية من رتبة النوستكيات. يوجد في شكل مستعمرات تتألف من خيوط مكونة من خلايا عقدية الشكل في غمد هلامي. اخترع باراسيلسوس الاسم نوستك، وهو مشتق من الكلمة اليونانية القديمة nόsos وتعني مرض.
يوجد النوستك في التربة، وعلى الصخور الرطبة، وفي الجزء السفلي من البحيرات والينابيع (سواء العذبة والمياه المالحة). قد ينمو أيضا تعايشيا داخل أنسجة بعض النباتات، مزودا إياها بغاز النيتروجين من خلال عمل خلايا متباينة تعرف بالحويصلة المغايرة. هذه البكتيريا تحتوي على أصباغ في السيتوبلازم خاصة بعملية التمثيل الضوئي.

## أنواع النوستك
- نوستك أبيض
- نوستك أخضر
- نوستك أزرق
- نوستك أعسم
- نوستك أليف الحرارة
- نوستك أليف الكالسيوم
- نوستك بريتوني
- نوستك تيبتي
- نوستك ثؤلولي
- نوستك جزري
- نوستك حلو
- نوستك داكن
- نوستك دقيق
- نوستك ذهبي
- نوستك سبخي
- نوستك شوكي
- نوستك صحراوي
- نوستك غشائي
- نوستك قطبي جنوبي
- نوستك كروي
- نوستك كوري
- نوستك لحمي
- نوستك مألوف
- نوستك متجمع
- نوستك مترامي
- نوستك متشعب
- نوستك متماوج
- نوستك متموج
- نوستك متناقض
- نوستك مجهري
- نوستك مشابه
- نوستك منتفخ